# Selah Sue
Pour les articles homonymes, voir Sue.
Selah Sue, de son vrai nom Sanne Putseys, née le 3 mai 1989 à Louvain (Belgique), est une auteur-compositrice-interprète belge. Elle a remporté cinq fois le prix de la meilleure artiste solo féminine aux Music Industry Awards.
Elle commence sa carrière en 2008. Son premier EP sort en 2008, sous le titre Black Part Love et contient cinq titres. Son premier album, Selah Sue, sort en 2011 (il se vend à 300 000 exemplaires puis est certifié double disque de platine en France et disque de platine en Pologne) ; il est composé de singles à succès : Raggamuffin, Crazy Vibes et This World. Son deuxième album, Reason, sort en 2015, et reçoit l'année suivante un disque de certification or de l'independent Music Companies Association, indiquant des ventes d'au moins 75 000 exemplaires dans toute l'Europe.

## Biographie

### Enfance et adolescence
Sanne Putseys est née à Louvain, mais a vécu dans le village proche de Leefdael. Sa mère est infirmière et son père comptable.

### Carrière

#### Débuts
À l'âge de quinze ans, Sanne Putseys apprend à jouer de la guitare acoustique et commence à écrire ses propres chansons. À dix-sept ans, elle est la plus jeune et unique participante féminine du concours Open Mic-avond de Het Depot à Louvain. L'organisateur et chanteur Milow remarque ses talents et lui demande de jouer ses premières parties de concert. Initialement, Sanne Putseys gère sa carrière musicale en parallèle à ses études de psychologie à la Katholieke Universiteit Leuven. Selon elle, étudier la psychologie l'a aidée à mieux comprendre les émotions humaines, qui jouent aussi un rôle dans ses activités musicales. Finalement, elle continue à faire des premières parties en collaboration avec des artistes, notamment Jamie Lidell à Londres et Paris. Par ailleurs, elle a joué avec le groupe belge Novastar au Paradiso à Amsterdam.
Selah Sue joue souvent des reprises de Erykah Badu et The Zutons, mais aussi ses compositions personnelles. Deux de ses chansons les plus connues sont Mommy et Black part love, toutes les deux réalisées en acoustique. Elle dit être influencée par des artistes comme Lauryn Hill, M.I.A. et Erykah Badu. D'ailleurs, son nom de scène provient de la chanson "Selah" de Lauryn Hill.
En 2008, elle participe à un atelier d'écriture de chanson animé par le rockeur américain Elliott Murphy à l'ABClub.
Parallèlement à ses activités en solo, sur le registre blues, elle enregistre et se produit sur scène avec le collectif électronique louvaniste AKS (Addicted Kru Sound).
En 2009, Selah Sue se produit sur les scènes du North Sea Jazz Festival et du Lowlands Festival. En plus, elle apparaît régulièrement dans des émissions de la télévision hollandaise comme De Wereld Draait Door.

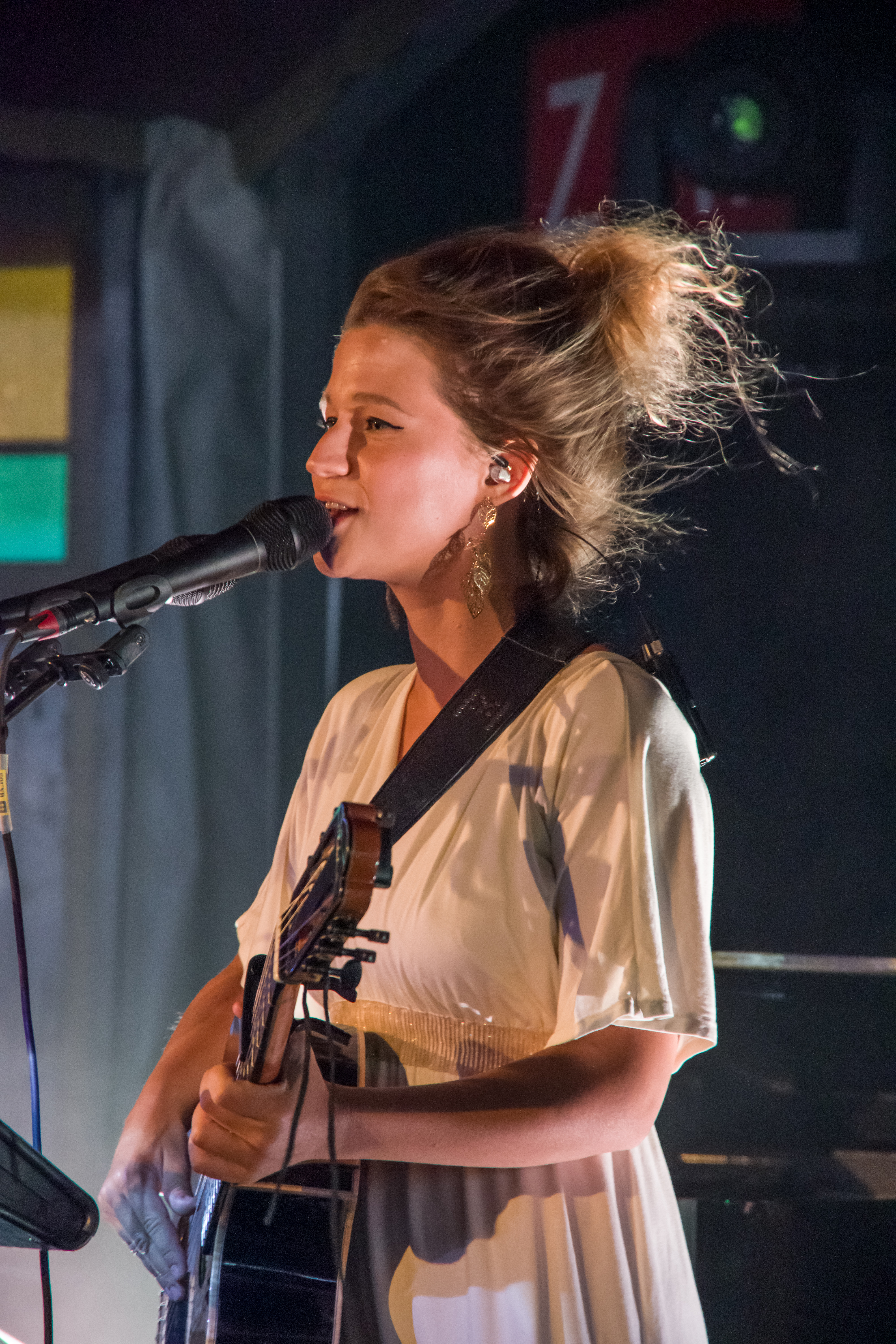
Selah Sue en concert en 2018.

En 2010, elle joue dans la plupart des plus grands festivals belges, comme les Nuits botaniques, TW Classic Werchter, les Ardentes, Dour, Lokerse Feesten, Couleur Café et Pukkelpop. Mais aussi en dehors de son pays natal dans de grands festivals comme Lowlands aux Pays-Bas, le Paléo Festival en Suisse ou les Eurockéennes de Belfort en France. Elle part ensuite en tournée, et joue la plupart du temps à guichet fermé en Belgique, en France et aux Pays-Bas, présentant les titres de son premier album, encore à paraître à cette époque.
En novembre 2010, elle fait la première partie de Prince à Anvers.
Elle apparaît dans l'album The Lady Killer de Cee Lo Green sorti en 2010, interprétant en duo le titre Please.

#### Selah Sue
Son premier album Selah Sue sorti en mars 2011 est disque de platine.
Elle obtient en octobre 2011 le prix Constantin.
À la fin de cette même année, elle collabore avec Guizmo et Nekfeu sur le morceau Crazy Vibes issu de l’album Normal de Guizmo, sorti le 12 décembre 2011.
Le 28 décembre 2011, son titre On the run est offert en téléchargement gratuit pour un jour par iTunes dans le cadre de leur opération annuelle 12 Jours de Cadeaux.
En 2012, elle fut pré-nommée dans la catégorie NRJ Music Award de la révélation internationale de l'année aux NRJ Music Awards 2012. Elle s'est déplacée en France au mois d'avril lors du Printemps de Bourges où elle était en concert, en première partie, du concert de Charlie Winston.
Le 20 octobre 2012 elle joue à Luxembourg au concert officiel donné à l'occasion du mariage du grand-duc héritier Guillaume et de la grande-duchesse héritière Stéphanie. Elle se produit devant une foule compacte place de l'hôtel de ville après le feu d'artifice.
En 2013, elle enregistre le titre Direction (qui paraîtra plus tard sur Reason) pour une série flamande, De Ridder, ainsi qu'un duo avec Patrice, Faces,. Elle a également enregistré avec Walk off the Earth une reprise de Can't Take My Eyes Off You, de même qu'une reprise de Spoonful pour une publicité Häagen-Dazs avec Bradley Cooper. Elle chante ensuite un duo avec Tom Barman, Everybody Loves Repetition, sur le deuxième album de Magnus.

#### Rarities
Rarities est un album compilation.

#### Reason
Le nouvel album, Reason (produit par Robin Hannibal et Ludwig Göransson), sort le 30 mars 2015. Une collaboration artistique avec Prince,, avait été annoncée, mais ne s'est finalement pas concrétisée. L'album contient des titres aux sonorités plus électroniques. Il est précédé par un EP Alone, publié le 1er décembre 2014, dont la chanson du même nom est diffusé en radio à partir du 27 octobre.
En 2016, elle coécrit la chanson What's the Pressure de Laura Tesoro, qui représente la Belgique au Concours eurovision de la chanson.
La chanteuse connait des problèmes de dépression. Le 13 décembre 2017, elle annonce son retour sur scène sur sa page Facebook. Quelques jours plus tard sort sa reprise de la chanson C'est ça L'amour, à l'origine extraite de la bande originale du dessin animé Cendrillon de Walt Disney, qu’interprétait Paulette Rollin dans la version française, et Ilene Woods dans la version originale de 1950.

### Vie privée
En octobre 2016, elle annonce attendre son premier enfant, Seth. En décembre 2018, elle annonce sur son compte Instagram qu’elle est enceinte d'un deuxième enfant. Mingus naît en mars 2019, presque deux ans jour pour jour après son frère Seth. Elle est également très proche de Naima et Zuraya, les filles de son compagnon Joachim Saerens avec qui elle forme une famille recomposée.
La chanteuse a connu des problèmes de dépression durant plusieurs années[réf. nécessaire]. Le 5 avril 2022, dans l'émission C à vous sur France 5, elle explique être enfin sortie de cette période. Cependant, elle déclarera quelques mois plus tard dans un entretien au Monde daté du 18 novembre 2022 avoir sévèrement rechuté et avoir dû reprendre un traitement médicamenteux.